# Эфемера
Эфеме́ра — любая временная запись в бумажном или печатном виде, не предназначенная для последующего сохранения или долгосрочного использования. Слово «эфемера» происходит от греч. ἐφήμερος, что значит «однодневный, недолгий». Эфемерой, популярной среди коллекционеров, являются рекламные буклеты, бумажные пакеты из самолётов, закладки, каталоги, поздравительные открытки, письма, брошюры, почтовые открытки, плакаты, проспекты, неактуальные скидочные купоны или проездные билеты, журналы, сигаретные карточки.

## Этимология
Эфемера (ἐφήμερα) — множественное число среднего рода от слова эфемерон или эфемерос. На греческом и новолатинском ἐπί/epi — «на, для» и ἡμέρα/emera — «день». В первоначальном смысле слово применялось к мухам-однодневкам и другим недолго живущим насекомым или цветам, а также для чего-либо, длящегося один день или короткий промежуток времени.

## Печатная эфемера

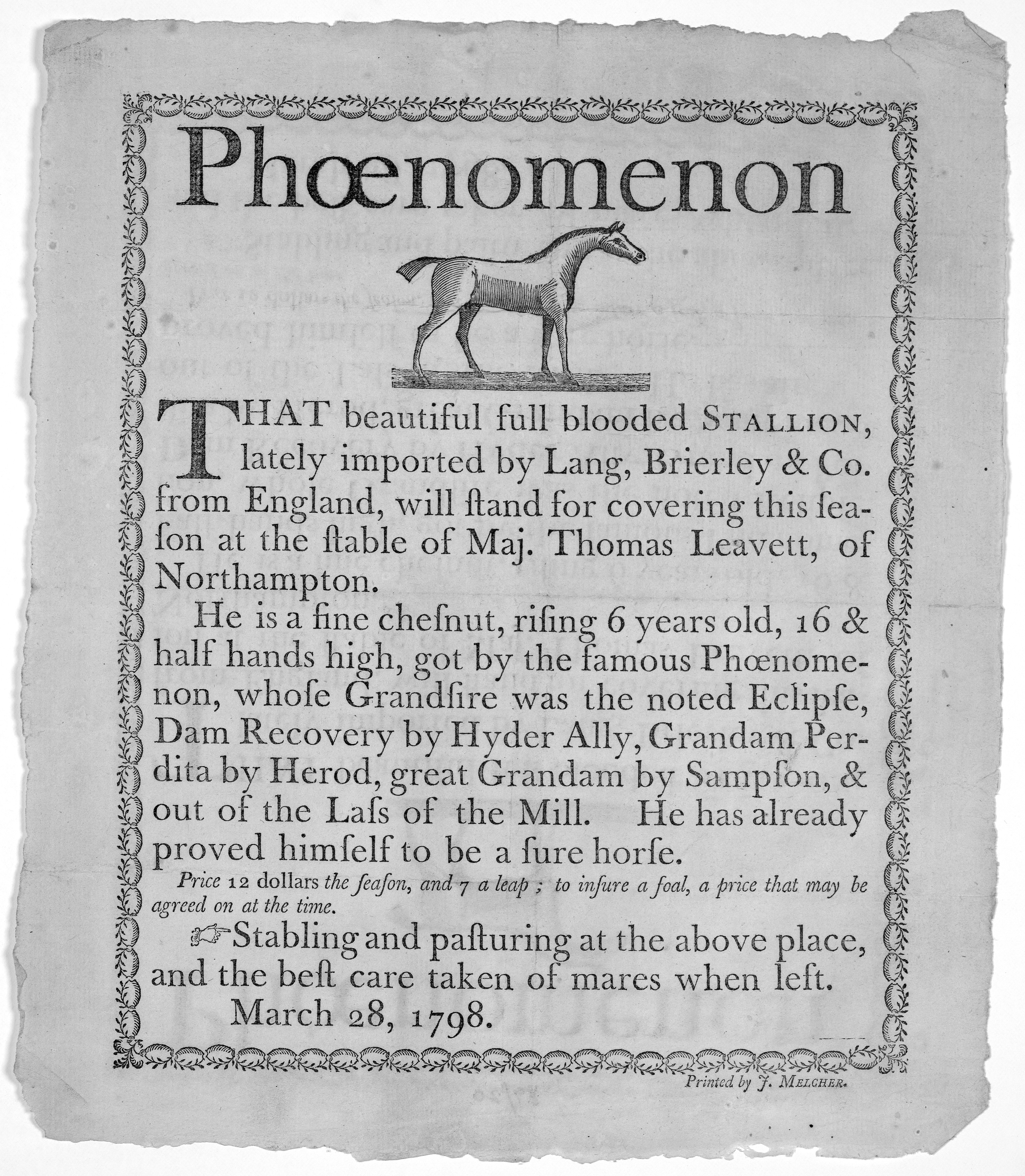
Напечатанная в 1798 бумажная реклама, предлагающая услуги жеребца для разведения лошадей

В информационно-библиотечной культуре термин «эфемера» также описывает вид напечатанных на одном листе или на одной странице документов, которые выбрасываются после одного использования. Эта классификация исключает бумажные письма и фотографии без напечатанного текста, которые относятся к рукописи или машинописи. Большие академические и национальные библиотеки и музеи могут собирать, упорядочивать и хранить эфемеры как исторические объекты. Примером такого архива является коллекция печатной эфемеры Джона Джонсона в Бодлианской библиотеке Оксфорда. Более 2000 изображений из неё доступны для бесплатного просмотра онлайн через сервис VADS, всего онлайн доступно более 65 000 изображений. Обширная коллекция поздравительных открыток Лауры Седдон из Городского университета Манчестера насчитывает 32 000 поздравительных открыток викторианской и эдвардианской эпох, а также 450 открыток ко Дню святого Валентина, напечатанных с начала XIX века до наших дней ведущими типографиями своего времени. Кабинет эфемер в Лос-Анджелесском институте культурологии содержит 'первые' вещи, принадлежащие к эпохам культурных переворотов последних десятилетий, такие как один из первых комиксов Marvel, в котором главный герой выходит из туалета, или одна из первых красных лент — символ борьбы со СПИДом.
В России наиболее значительные собрания эфемер хранятся в крупнейших библиотеках страны — Российской государственной (Москва) и Российской национальной (Петербург). При этом Российская государственная библиотека в последние годы перестала принимать на хранение свыше ста категорий подобных материалов. В отличие от неё, петербургская РНБ проводит более консервативную политику, продолжая комплектовать собрание широким кругом эфемер, большинство которых поступает в так называемый Фонд групповой обработки (ФГО), созданный в 1933 г. Сегодня это огромная коллекция разнообразных печатных материалов вспомогательно-прикладного значения по большинству сфер повседневной жизни. Основная часть её относится к советскому времени, хотя в ней встречаются и дореволюционные материалы. Формирование коллекции продолжается современными эфемерами.

## Видео- и аудиоэфемера
В свою очередь, видеоэфемера и аудиоэфемера — это аудио- и видеозаписи, не предназначенные для последующего использования или хранения. Поразительный объём видео- и аудиоконтента до недавнего времени был эфемерой. Ранние телетрансляции не сохранялись после эфиров (технология их сохранения появилась уже после изобретения телевидения). Даже если теле- и радиостанции вели архивы своих трансляций, то каталоги этих архивов на практике были недоступны для основной аудитории. Это приводило к тому, что лишь небольшое число торговцев плёнками могло обменивать или продавать записи редких счастливых моментов, когда что-то неожиданное или исторически важное попадало в эфир.

Цитата из статьи на сайте Американского Сообщества Эфемеры:
Печатная эфемера стала ненужной в силу появления аудио и видео эфемеры в двадцатом веке… Это сделало проблему хранения ещё более актуальной, чем в эпоху печатных материалов. Хотя видеоархивы изредка были доступны в библиотеках, они изготавливались на пленке низкого качества, были некачественно записаны и повреждались при частом воспроизведении пользователями.
 Большой объём и разнообразие выбора, обеспеченные такими ресурсами, как Архив Интернета и YouTube, значительно упростили поиск и обмен как старой, так и современной видеоэфемерой.